# Лібенштайн
Лібенштайн (нім. Liebenstein) — громада в Німеччині, розташована в землі Тюрингія. Входить до складу району Ільм. Складова частина об'єднання громад Оберес-Гераталь.
Площа — 12,24 км2. Населення становить Невірний параметр metadata 16 070 033 ос. (станом на 31 грудня 2021).

## Галерея

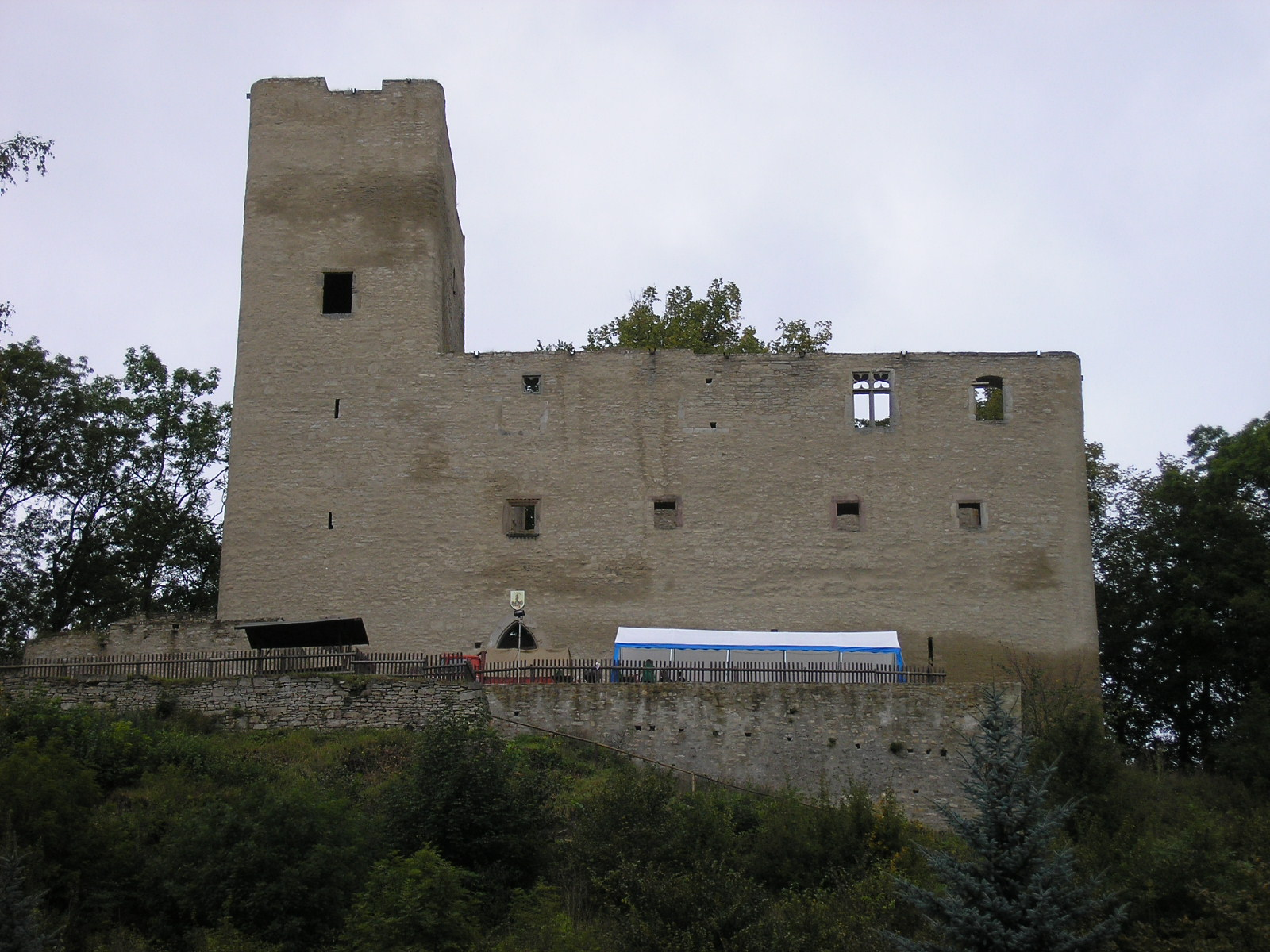
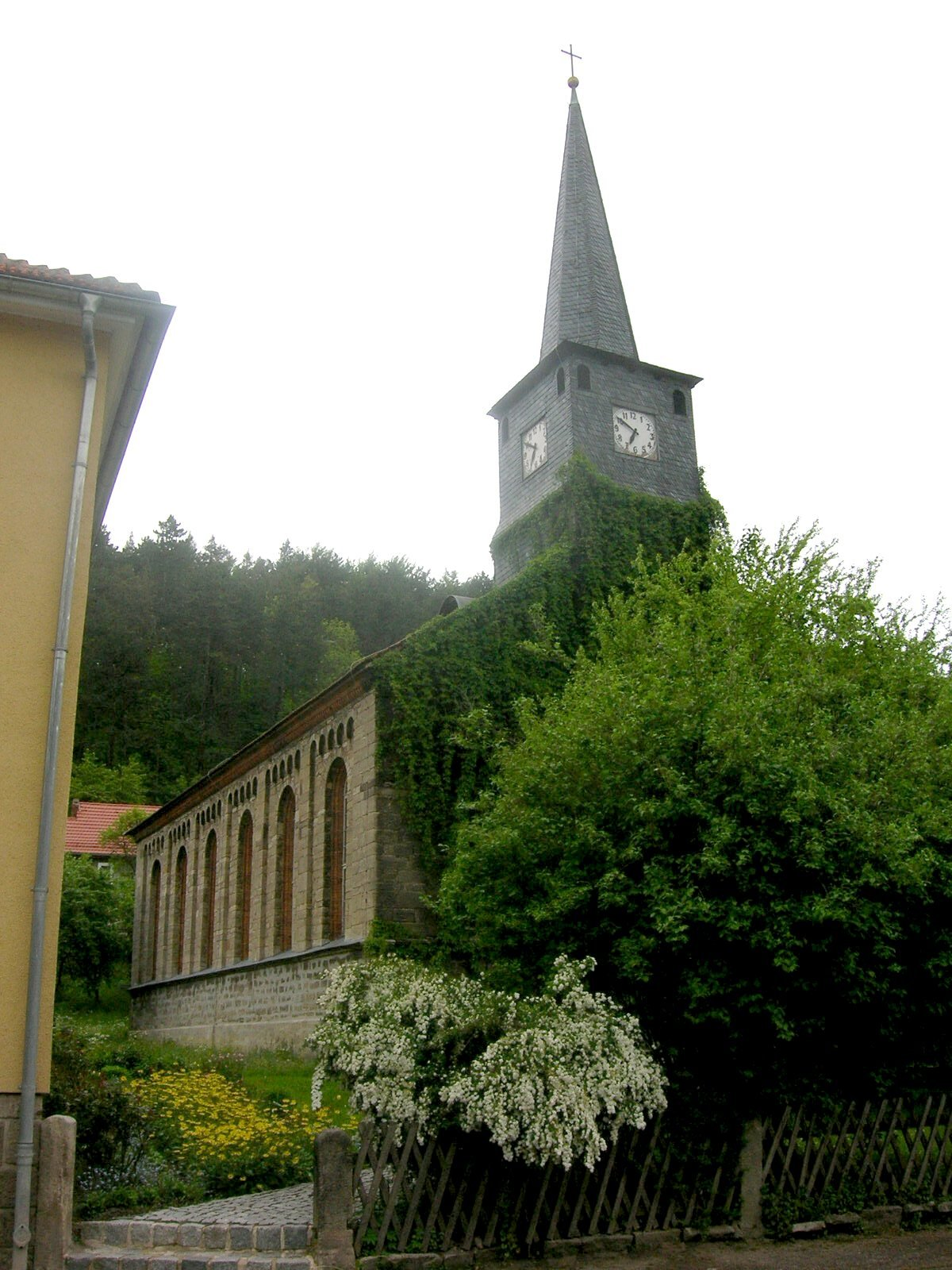